# Обикновена калугерица
Обикновената калугерица (Vanellus vanellus) е вид птица от семейство Дъждосвирцови, срещаща се в Европа и Азия, включително и на територията на България. Калугерицата е прелетна птица в по-голямата част от ареала си, като през зимния период мигрира към северна Африка, Индия, Пакистан и части от Китай. В най-западните части на Европа може да бъде и постояенен обитател в земи с ниска растителност. Много рядко може да бъде забелязана и в Северна Америка, като това става най-вече след бури. Така например в Канада са видени обикновени калугерици след силни бури — през декември 1927 година и през януари 1966 година .
Този вид птици обитава земеделски земи и други територии с ниска растителност. Снася три или четири яйца в трапчинка в земята. Малките са изключително шумни и агресивни към неприятели, включително и към големи животни. В зимните си местообитания калугериците формират огромни ята върху обработваеми земи и блатисти плата.

## Външен вид
Обикновената калугерица достига на размери между 28 и 33 cm на дължина, размах на крилата между 67 и 87 cm, а на тегло достига до 128 и 330 g . Притежава закръглени крила и характерен гребен или качулка, откъдето идва и името на птицата. Това е едно от най-късокраките представители на рода. Окраската е основно черна и бяла, по гърба е зеленикаво-черно с метален отблясък, коремът е бял. В полет прави впечатление контрастът между белите подкрилия и корем и черните махови пера. Женските и младите екземпляри имат по-малки крила.